# Andinobates viridis
Espèce
Synonymes
- Dendrobates viridis Myers & Daly, 1976
- Ranitomeya viridis (Myers & Daly, 1976)

Statut de conservation UICN

 CR B1ab(iii) : 
En danger critique
Statut CITES
Andinobates viridis est une espèce d'amphibiens de la famille des Dendrobatidae.

## Répartition
Cette espèce est endémique de Colombie. Elle se rencontre dans les départements de Cauca et de Valle del Cauca de 100 à 1 200 m d'altitude sur le versant Ouest de la cordillère Occidentale

## Description
Les mâles mesurent jusqu'à 14,0 mm et les femelles jusqu'à 15,2 mm.

## Étymologie
Son nom d'espèce, du latin viridis, « vert », lui a été donné en référence à sa coloration.

## Publication originale
- Myers & Daly, 1976 : Preliminary evaluation of skin toxins and vocalizations in taxonomic and evolutionary studies of poison-dart frogs (Dendrobatidae). Bulletin of the American Museum of Natural History, vol. 157, p. 173-262 (texte intégral).